# Уотсон, Том
Том Уотсон (англ. Tom Watson; апрель 1859 — 6 мая 1915) — английский футбольный тренер, в конце XIX и начале XX века руководивший «Сандерлендом» и «Ливерпулем».

## Карьера
Том Уотсон руководил «Сандерлендом» в течение шести сезонов, начиная с 1889 года. Под его руководством начавший выступать в чемпионате Футбольной лиги клуб выиграл три чемпионских титула (1891, 1893 и 1895) и ещё один раз финишировал вторым (1894). Уотсон и по сей день остаётся самым успешным тренером «Сандерленда» за всю его историю.
С 1896 и по 1915 годы Том возглавлял «Ливерпуль» и стал тренером, который дольше всех руководил клубом. С «красными» Уотсон дважды стал чемпионом Англии (1901 и 1906). Он также остаётся одним из немногих тренеров в истории, которые выигрывали титул чемпиона Первого дивизиона на следующий год после победы во Втором дивизионе. В 1914 году он впервые вывел «Ливерпуль» в финал Кубка Англии, в котором клуб уступил «Бернли» со счётом 0:1.

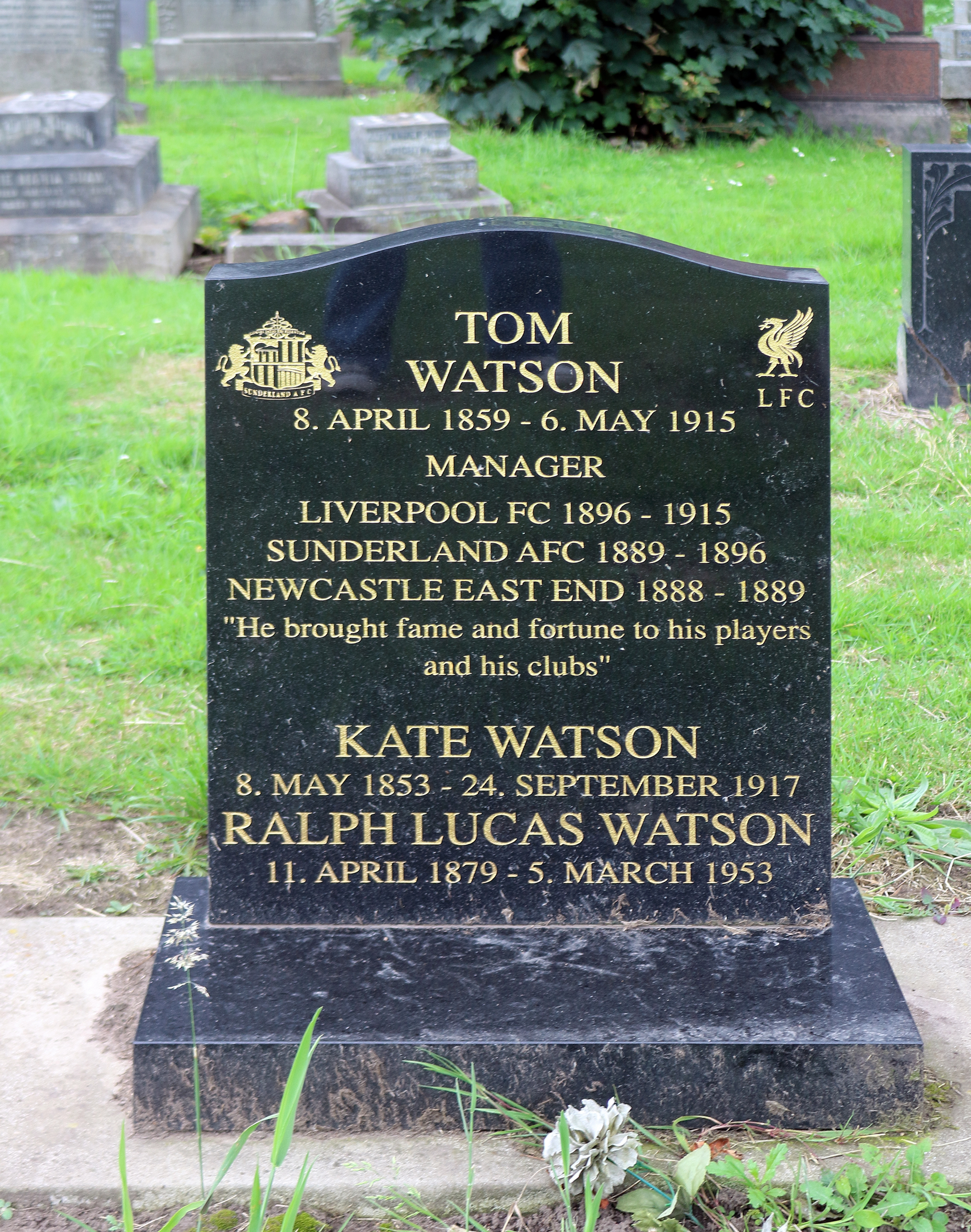
Надгробие Уотсона, оплаченное Liverpool FC

## Достижения

### Сандерленд
- Чемпион Англии (1891, 1893, 1895)
- Вице-чемпион Англии (1894)

### Ливерпуль
- Чемпион Англии (1901, 1906)
- Вице-чемпион Англии (1899, 1910)
- Финалист Кубка Англии (1915)
- Обладатель Суперкубка Англии (1906)
- Чемпион Англии (Второй дивизион) (1905)